# Associação Nacional de Estudantes de Engenharia Biomédica
A  Associação Nacional de Estudantes de Engenharia Biomédica (ANEEB), estatutariamente definida como uma Federação, é uma associação sem fins lucrativos, fundada a 5 de outubro de 2017, em Coimbra. Desde a sua génese que a ANEEB se pauta por valores fundamentais, que permitem atenuar e colmatar as falhas da conjetura da Engenharia Biomédica no panorama nacional em prol da representação e defesa dos interesses dos estudantes de Engenharia Biomédica em Portugal. 
Neste sentido, a ANEEB objetiva ser a voz de todos os estudantes de Engenharia Biomédica a nível nacional, contando atualmente com 10 Associados provenientes de distintas Instituições de Ensino Superior. 
A ANEEB centra a sua atividade em 4 pilares de atuação:
- Representação: Garantir a representação nacional e internacional de todos os estudantes de Engenharia Biomédica;
- Educação: Fomentar e sensibilizar a análise de assuntos relativos ao ensino e profissão do Engenheiro Biomédico;
- Empregabilidade: Coadunar parcerias com Instituições e Entidades que visem a promoção de oportunidades extracurriculares dos estudantes de Engenharia Biomédica;
- Cooperação: Dinamizar a realização de atividades que garantam uma estreita cooperação entre os seus Membros Efetivos, Entidades Empregadoras e Instituições de Ensino.

## Eixos Estruturais
1º Eixo Estrutural - Articulação com a Comunidade não científica e não técnica
A divulgação e consciencialização para a prática e para o âmbito da Engenharia Biomédica alicerçam-se na desmistificação e clarificação do trabalho de um Engenheiro Biomédico, evidenciando e elevando o seu papel na sociedade atual. Assim, a compreensão da Engenharia Biomédica, por parte do cidadão comum, é essencial para:     
- Tornar o trabalho dos futuros profissionais mais próximo das necessidades da sociedade;
- Captar a atenção dos estudantes em final do ciclo de estudos para a escolha do curso no Ensino Superior;
- Permitir aos encarregados de educação compreender e apoiar, com confiança, a escolha dos jovens que decidem enveredar pela Engenharia Biomédica;

Nos mandatos transatos, a política de divulgação da Engenharia Biomédica de forma consciente, alargada e acessível foi assumida como bandeira desta Federação, sempre de modo a promover a voz ativa de todos os seus Associados. Desta forma, esta ferramenta terá também um papel determinante, ou não fosse a mesma sinónimo de aproximação e integração.          
2º Eixo Estrutural – Articulação vertical com os Associados Efetivos
A Direção continuará a trabalhar no sentido de estreitar as relações com os 10 Associados da Federação, contribuindo para a evolução destes Núcleos/Associações. Assim, realça-se a necessidade de cooperação com os Associados e com Núcleos e Associações Juvenis e Estudantis, de vários pontos do país, associadas ao domínio da Engenharia Biomédica. Posto isto, este objetivo assenta no serviço dos seguintes propósitos:     
- Estabelecimento de uma agenda de objetivos e metas comuns ao serviço dos interesses dos respetivos públicos alvo e da comunidade em geral;
- Resolução de problemas comuns através da partilha de saberes e experiências;
- Cooperação ou consultoria na realização de atividades conjuntas;
- Organização de eventos para os Associados, visando-se novamente a partilha de conhecimentos e experiências;
- Consolidação da ANEEB como parceiro sólido e confiável, em representação da Engenharia Biomédica, dos seus Estudantes e interesses;
- Ampliação do número de Associados de forma a integrar, no futuro, a totalidade das associações representantes da Engenharia Biomédica em Portugal.

3º Eixo Estrutural – Serviço à comunidade Estudantil de Engenharia Biomédica
O serviço à comunidade de Engenharia Biomédica será constante, sendo caracterizado pelo cumprimento das seguintes linhas de ação, de forma a satisfazer as suas necessidades:     
- Disponibilização de condições e materiais de estudo e de relevância académica;
- Promoção do convívio, entreajuda e espírito de comunidade entre os estudantes;
- Organização de atividades de sensibilização ética, deontológica e social para os estudantes;
- Divulgação e criação de oportunidades de trabalho e de contacto com o tecido empresarial;
- Acesso à novidade científica em investigação.

4º Eixo Estrutural – Articulação com Empresas e Estado
O sucesso profissional dos estudantes de Engenharia Biomédica carece de uma compreensão das reais necessidades do mercado de trabalho, à qual estão associadas lacunas na formação académica. Assim, a federação procurará fomentar sinergias entre as Universidades, Empresas e Estado de forma estruturada, estabelecendo essa ponte e fazendo interpenetrar o contexto empresarial e/ou estatal no contexto académico sempre que possível.

5º Eixo Estrutural – Afirmação Institucional da Federação
O estabelecimento institucional da ANEEB impõe-se como necessário e prioritário. Assim, articulando os eixos estruturais mencionados, é eminente que se mantenham e estabeleçam novas parcerias, não só com entidades estruturais das comunidades académica e científica de Engenharia Biomédica, mas também com entidades reguladoras da profissão e governamentais de relevância. 
Como sustentação à multidisciplinaridade do curso é crucial o desenvolvimento de pontes de diálogo, como complemento às parcerias institucionais estabelecidas, sempre no sentido de se promover a melhoria unificada da saúde. De entre as entidades de relevo, quer a nível nacional, quer no domínio internacional, destacam-se as seguintes:
- Federações integradas no Fórum Nacional de Estudantes de Saúde (FNES);
- Federações e Associações de Estudantes de Engenharia;
- Conselho Nacional da Juventude;
- EMBS-IEEE;
- Ordem dos Engenheiros;
- Health Parliament Portugal;
- European Health Parliament;
- Entidades profissionais (ATEHP; APormed; AICIB; APDH e APEG Saúde).

## Órgãos

### Mesa da Assembleia Geral
A Mesa da Assembleia Geral (MAG) é o órgão deliberativo máximo da Associação, sendo composta por um Presidente, um Vice-Presidente e um Secretário.

### Direção
A Direção é o órgão executivo e da gestão corrente da ANNEB, sendo constituído pelos três elementos da Presidência (Presidente, Vice-Presidente e Tesoureiro) e 4 vogais da Direção correspondentes aos 4 Diretores dos seguintes departamentos:   
- Comunicação e Multimédia
- Formação e Saídas Profissionais
- Ensino e Ação Social
- Relações Externas

### Conselho Fiscal
O Conselho Fiscal (CF) constitui o órgão social da ANEEB responsável pelo acompanhamento e fiscalização da gestão financeira e patrimonial da Associação, primando pela transparência e rigor da mesma. É constituído pelo Presidente, Vice-Presidente e um Secretário. 

## Departamentos[1]
A ANEEB é constituida pelos seguintes departamentos.

### Departamento de Comunicação e Multimédia
O Departamento de Comunicação e Multimédia (CoMu) é o responsável pela criação e partilha de todo conteúdo digital da ANEEB, sendo o principal canal de divulgação da federação. A sua missão é assegurar e fortalecer a proximidade com a comunidade de estudantil de Engenharia Biomédica, através da gestão do website e redes sociais da ANEEB, promovendo a difusão de informação relevante acerca da federação e da área de Engenharia Biomédica. Promove, ainda, a partilha de conteúdos desenvolvidos por associados efetivos e entidades parceiras da federação, projetando as suas vozes e projetos a nível nacional.

### Departamento de Formação e Saídas Profissionais
O Departamento de Formação e Saídas Profissionais (FSP) tem como objetivo primário o enriquecimento do percurso académico-profissional dos estudantes de Engenharia Biomédica em Portugal. Promove, por isso, iniciativas que permitam a aquisição de competências transversais e científicas, assim como a divulgação científica e tecnológica dos avanços nas diversas áreas abrangidas pela Engenharia Biomédica. Prima também pelo estabelecimento de pontes estreitas com o contexto profissional, de modo a elucidar os estudantes quanto à panóplia de opções que possuem pós vida académica, abrangendo não só a esfera empresarial como a investigacional, cobrindo tanto a realidade nacional como internacional.

### Departamento de Ensino e Ação Social
O Departamento de Ensino e Ação Social (EAS) reúne dois propósitos diferenciados, um aliado a ações de âmbito social, desde a sua projeção à sua concretização, e outro associado à recolha e disponibilização de informação relativa à Engenharia Biomédica em Portugal e no estrangeiro. Os seus objetivos prendem-se com a necessidade de dar a conhecer o papel de um Engenheiro Biomédico na sociedade, bem como ajudar na formação de estudantes de Engenharia Biomédica, para que permita a inclusão de valores, estando estes mais focados e atentos a problemas sociais.

### Departamento de Relações Externas
O Departamento de Relações Externas (RelEx) está encarregue tanto do planeamento logístico de eventos e angariação de contrapartidas e patrocínios externos, como do estabelecimento de parcerias com entidades diversas. RelEx é ainda o departamento responsável pela representação externa da Federação, quer a nível nacional ou internacional, assim como pela consolidação da relação com os Associados Efetivos e consequente aproximação dos estudantes que representa.

## Glossário de siglas e palavras relacionadas

### Siglas e palavras no âmbito da própria federação
- ANEEB, Associação Nacional de Estudantes de Engenharia Biomédica;
- ENEEB, Encontro Nacional de Estudantes de Engenharia Biomédica;
- Biomedical Engineering Summit, BE SUMMIT.

### Parceiros Nacionais
- OE, Ordem dos Engenheiros: Entidade que regula a atividade da engenharia em Portugal [8]

- IPDJ, Instituto Português do Desporto e Juventude: Tem por missão a execução de uma política integrada e descentralizada para as áreas do desporto e da juventude, em estreita colaboração com entes públicos e privados, designadamente com organismos desportivos, associações juvenis, estudantis e autarquias locais.
- CNJ, Conselho Nacional de Juventude: Plataforma que representa organizações juvenis de âmbito nacional e cariz cultural, ambiental, escotista, partidário, estudantil, sindicalista ou confessional em Portugal
- APDH, Associação Portuguesa para o Desenvolvimento Hospitalar: Tem como missão desenvolver, apoiar e participar ativamente em todas as iniciativas que promovam o desenvolvimento dos Hospitais e das Organizações de Saúde, auxiliando-as a responder aos atuais desafios, através da colaboração com organizações, profissionais de saúde e stakeholders envolvidos.
- ATEHP, Associação de Técnicos de Engenharia Hospitalar Portugueses:  Procura frequentes contactos institucionais com órgãos de cúpula do Ministério da Saúde, de modo a manter uma palavra interveniente no que diz respeito às instalações e equipamentos de saúde.
- APEG Saúde, Associação Portuguesa de Engenharia  e Gestão da Saúde.

## Associados
| Associação/Núcleo | Sítio   |
| --- | ------- |
| Núcleo de Estudantes de Engenharia Biomédica e Biofísica (NE2B2-FCUL)                                                                                   | ligação |
| Núcleo de Estudantes de Bioengenharia da Faculdade de Engenharia da Universidade do Porto e do Instituto de Ciências Biomédicas Abel Salazar (NEB-FEUP) | ligação |
| Núcleo de Estudantes do Departamento de Física da Associação Académica de Coimbra (NEDF/AAC)                                                            | ligação |
| Núcleo de Biomédica da Universidade Nova de Lisboa (NBN-UNL)                                                                                            | ligação |
| Núcleo de Engenharia Biomédica da Universidade de Trás-os-Montes e Alto Douro (NengB-UTAD)                                                              | ligação |
| Gabinete de Alunos de Engenharia Biomédica da Universidade do Minho (GAEB-UM)                                                                           | ligação |
| Núcleo de Engenharia Biomédica do Instituto Superior Técnico (NEBM-IST)                                                                                 | ligação |
| Núcleo de Estudantes de Engenharia Física da Associação Académica da Universidade de Aveiro (NEEF-AAUAv)                                                | ligação |
| Associação de Estudantes da Escola Superior de Biotecnologia da Universidade Católica do Porto (ESB-UCP)                                                | ligação |
| Núcleo de Estudantes de Engenharia Biomédica do Instituto Superior de Engenharia do Porto (NEEB-ISEP)                                                   | ligação |